# Wanda (województwo wielkopolskie)
Wanda – osada leśna w Polsce położona w województwie wielkopolskim, w powiecie ostrzeszowskim, w gminie Mikstat.